# Бразиле, Тревор
Тревор Бразиле (р. 16 ноября 1976, Амарилло, Техас, США) — американский родео-ковбой, являющийся одной из главных фигур в американском и мировом родео в начале XXI века. Установил несколько мировых рекордов по заработку и количеству чемпионских титулов среди всех родео-ковбоев в истории родео.
Происходит из семьи родео-ковбоев, начал тренироваться с очень раннего возраста.  На специальную родео-стипендию поступил в колледж Вернона, после окончания которого получил степень младшего специалиста в области искусства и наук. Затем поступил в Техасский университет агрикультуры и машиностроения, но вскоре покинул его, чтобы стать профессиональным родео-ковбоем, что и сделал в 1996 году.
Первый раз стал чемпионом мира в 2002 году, после чего выигрывал этот титул ещё восемь раз: в 2003-2004 и 2006-2011 годах. Он также несколько раз устанавливал рекорд по заработку среди родео-ковбоев в истории за год, трижды побивая собственный рекорд и остановившись на сумме в 507921 доллар в 2010 году. Он также является чемпионом по заработку среди родео-ковбоев всех времён на протяжении карьеры и чемпионом по заработку за одно шоу.